# Janko Lukovski
Janko Lukovski (Skopje, Reino de Yugoslavia, 7 de abril de 1946-Novi Sad, Serbia, 6 de noviembre de 2023) fue un baloncestista y entrenador de baloncesto macedonio que jugó en la posición de escolta.

## Carrera

### Jugador
| Periodo   | Club          |
| --------- | ------------- |
| 1962-1976 | KK Rabotnički |
| 1976-1978 | KK MZT Skopje |
| 1978-1979 | KK Rabotnički |

### Entrenador
| Periodo   | Club                   |
| --------- | ---------------------- |
| 1980-1981 | KK Borec Veles         |
| 1981-1982 | KK Rabotnički          |
| 1986-1988 | KK Spartak Subotica    |
| 1988-1991 | KK Egyseg Bačka Topola |
| 1991-1992 | KK Rabotnički          |
| 1992-1994 | KK Profikolor          |
| 1994-1995 | KK Vojvodina           |
| 1995-1996 | KK Borovica            |
| 1996-1997 | KK Vojvodina           |
| 1997-1998 | KK MZT Skopje          |
| 1999-2000 | KK Sutjeska            |

## Logros

### Jugador
- Copa de la República de Macedonia (1): 1976

### Entrenador
- Primera Liga de Macedonia (1): 1998
- Copa de Macedonia (1): 1997